# Aerosucre
Aerosucre S.A es una aerolínea de carga colombiana; su base operacional está en el Aeropuerto Internacional El Dorado en Bogotá. Fundada en 1969 por el empresario Álvaro Vergara Fernández, comenzó a operar en Sincelejo desde el desaparecido aeropuerto «San Lorenzo», con pequeñas aeronaves Piper PA-32 Cherokee Six, con vuelos diarios a Barranquilla y Cartagena.                   
Actualmente opera servicios regulares de carga nacionales e internacionales a Centro y Suramérica y las islas del Caribe. También presta servicios chárter a Mitú, Inírida y Puerto Carreño regularmente en sus rutas operando con Boeing 737-200C a través de Aerocarga Islas.
También presta servicios de mensajería y paquetería a través de la empresa Colombian Air Cargo, consolidando el correo, prensa y de todos los operadores nacionales.

## Flota
Aerosucre posee en la actualidad las siguientes aeronaves:
| Aeronaves       | En servicio | Pedidos | Matrículas                                         | Antigüedad                                         |
| --------------- | ----------- | ------- | -------------------------------------------------- | -------------------------------------------------- |
| Boeing 727-200F | 2           | —       | HK-5239 HK-5216                                    | 42,8 años                                          |
| Boeing 737-200F | 1           | —       | HK-5026                                            | 43,2 años                                          |
| Boeing 737-300F | 2           | —       | HK-5370                                            | 38,6 años                                          |
| Boeing 737-300F | 2           | —       | HK-5439                                            | 35,2 años                                          |
| Boeing 737-400F | 2           | —       | HK-5434                                            | 31,3 años                                          |
| Boeing 737-400F | 2           | —       | HK-5447                                            | 32 años                                            |
| Total           | 7           | —       | Edad media de la flota (abril de 2024): 37,5 años. | Edad media de la flota (abril de 2024): 37,5 años. |

### Antigua flota
| Aeronaves                | Total | Introducido | Retirado | Matrículas                                                                     |
| ------------------------ | ----- | ----------- | -------- | ------------------------------------------------------------------------------ |
| Beechcraft 1900          | 1     | 2003        | 2006     | YV-1150C                                                                       |
| Boeing 727-100           | 2     | 1992        | 2015     | HK-1717 y HK-727                                                               |
| Curtiss C-46 Commando    | 4     | 1974        | 1984     | HK-751, HK-1322, HK-1857 y HK-1282                                             |
| Douglas DC-4             | 1     | 1978        | 1980     | HK-729                                                                         |
| Douglas DC-6             | 5     | 1976        | 1993     | HK-1703, HK-1701, HK-3301, HK-3511X y HK-1291                                  |
| Handley-Page Herald      | 2     | 1981        | 1991     | HK-2701X y HK-2702X                                                            |
| Piper PA-32 Cherokee Six | ??    | 1969        | 1974     | ??                                                                             |
| Sud Aviation Caravelle   | 8     | 1982        | 2000     | HK-3858X, HK-3325X, HK-3288X, HK-2860, HK-3676X, HK-3805X, HK-2850X y HK-3806X |

## Destinos

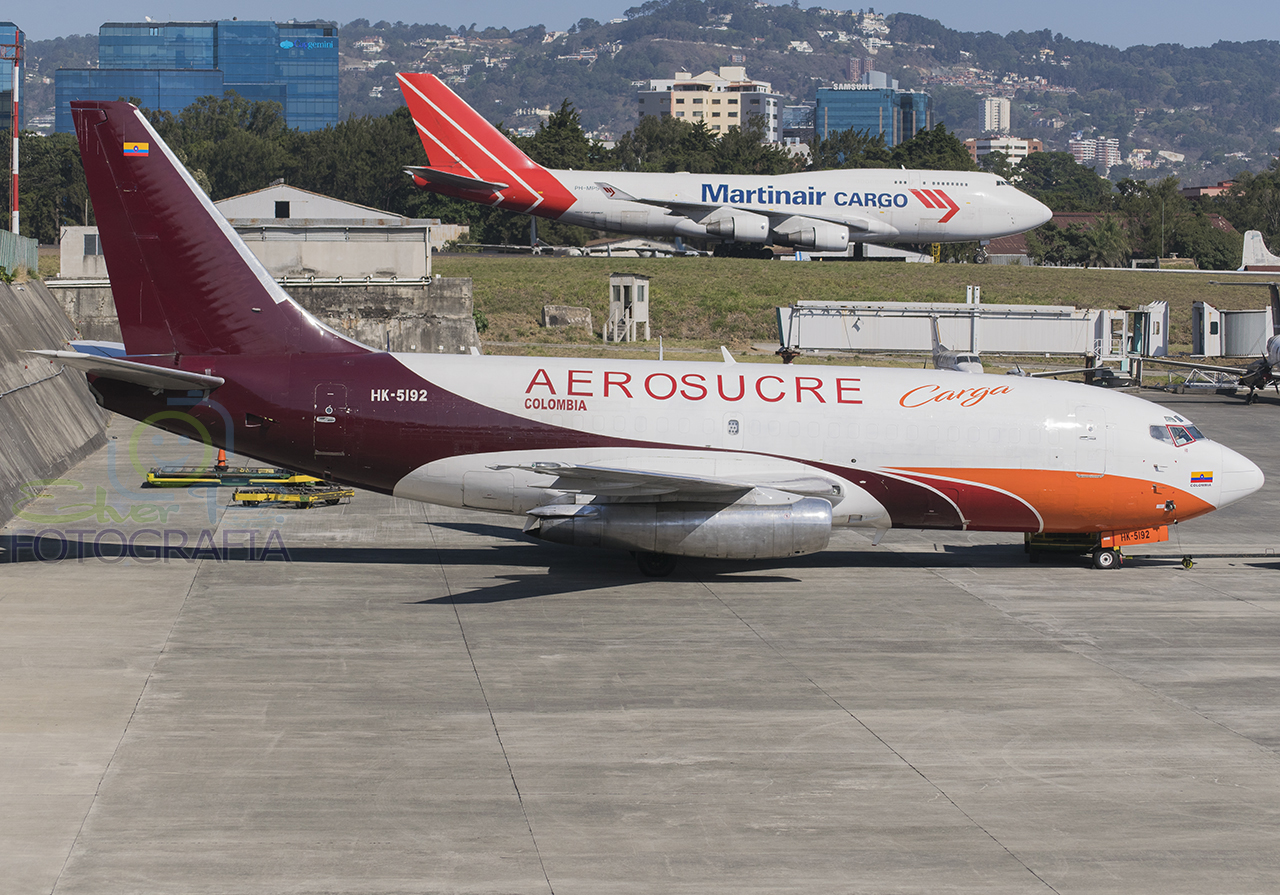
Boeing 737 de Aerosucre en el Aeropuerto Internacional La Aurora, Ciudad de Guatemala.

| Países      | Destinos            | Aeropuertos                                         |
| ----------- | ------------------- | --------------------------------------------------- |
| Aruba       | Oranjestad          | Aeropuerto Internacional Reina Beatriz              |
| Colombia    | Barranquilla        | Aeropuerto Internacional Ernesto Cortissoz          |
| Colombia    | Bogotá              | Aeropuerto Internacional El Dorado (HUB)            |
| Colombia    | Cali                | Aeropuerto Internacional Alfonso Bonilla Aragón     |
| Colombia    | Inírida             | Aeropuerto César Gaviria Trujillo                   |
| Colombia    | Isla de San Andrés  | Aeropuerto Internacional Gustavo Rojas Pinilla      |
| Colombia    | Leticia             | Aeropuerto Internacional Alfredo Vásquez Cobo       |
| Colombia    | Medellín            | Aeropuerto Internacional José María Córdova         |
| Colombia    | Mitú                | Aeropuerto Fabio Alberto León Bentley               |
| Colombia    | Puerto Carreño      | Aeropuerto Germán Olano                             |
| Colombia    | Yopal               | Aeropuerto El Alcaraván                             |
| Costa Rica  | San José            | Aeropuerto Internacional Juan Santamaría            |
| Ecuador     | Quito               | Aeropuerto Internacional Mariscal Sucre             |
| El Salvador | San Salvador        | Aeropuerto Internacional de El Salvador             |
| Guatemala   | Ciudad de Guatemala | Aeropuerto Internacional La Aurora                  |
| Guatemala   | San José            | Aeropuerto de Puerto San José                       |
| Panamá      | Ciudad de Panamá    | Aeropuerto Internacional de Tocumen                 |
| Panamá      | David               | Aeropuerto Internacional Enrique Malek              |
| Perú        | Lima                | Aeropuerto Internacional Jorge Chávez               |
| Venezuela   | Caracas             | Aeropuerto Internacional de Maiquetía Simón Bolívar |
| Venezuela   | Maracaibo           | Aeropuerto Internacional de La Chinita              |
| Venezuela   | Valencia            | Aeropuerto Internacional Arturo Michelena           |

## Polémica por transporte de pasajeros en aeronaves de carga
Lo apartado de las regiones y el costo alto que representa los billetes de aerolíneas comerciales, llevan a que las personas busquen alternativas para su desplazamiento. Aunque en los aviones de carga está prohibido llevar pasajeros de forma comercial, la empresa Aerosucre es conocida por realizar estas prácticas en el pasado (no hay comprobación que lo realice en el presente) como lo sucedido en el vuelo que se accidentó el 20 de junio de 1997 en Barranquilla en donde iban un total de 25 personas pero la empresa en su momento afirmó que solo iban 8 pasajeros y 3 tripulantes.

## Accidentes e incidentes
- 20 de junio de 1997: un avión Douglas DC-6BF, HK-3511X, que cubría la ruta Bogotá-Barranquilla llevaba como carga periódicos y 17 pasajeros a los cuales se les había cobrado por el billete, a pesar de que la aerolínea y el avión no estaban autorizados para transportar pasajeros. Durante la aproximación hicieron un intento de aterrizaje fallido y al segundo intento se estrellaron contra árboles y el suelo a menos de 2 km de la pista. Dos muertos y 20 heridos dejó el accidente. En total iban 25 personas pero la empresa afirmó  en su momento que solo iban 8 pasajeros y 3 tripulantes.

- 25 de junio de 1997: un avión 727-100F HK-1717 sobrepasó el umbral de la pista 31L del Aeropuerto Internacional El Dorado de la ciudad de Bogotá, luego de haber abortado el despegue. Todos los ocupantes salieron ilesos, pero la aeronave fue declarada pérdida total y posteriormente desmantelada.[6][7]

- 17 de agosto de 2006: el HK-3985 sufrió una falla del tren de aterrizaje durante su rodaje a la pista 31R del Aeropuerto Internacional El Dorado de la ciudad de Bogotá causando daños en su ala izquierda. La aeronave fue declarada pérdida total y fue desmantelada.[8]

- 18 de noviembre de 2006: un accidente que tuvo lugar cerca de Leticia, Colombia. El avión ya en aproximación final colisionó con una antena. La niebla y poca visibilidad prevalecieron en el momento del accidente. El avión era un Boeing 727-100F. Lamentablemente, los 5 miembros de la tripulación murieron poco después del accidente.[9]

- 20 de diciembre de 2016: el Vuelo 157 de Aerosucre se estrelló a 5 millas náuticas (8 km) posterior al despegue del Aeropuerto Germán Olano de Puerto Carreño. En el accidente del Boeing 727-200 fallecieron 5 tripulantes y uno sobrevivió.[10][11]

- 21 de agosto de 2021: un Boeing 737 de matrícula HK-5026 despega de Mitú hacia Bogotá, la puerta principal de carga se abre en vuelo y debe regresar de emergencia a Mitú.  No se registran lesionados.

- 3 de febrero de 2022: Un Boeing 737-200 matrícula HK-5192 con el vuelo 157 presentó problemas poco después de despegar del Aeropuerto Germán Olano, en Puerto Carreño. Debido a un fallo de motor, la aeronave no pudo ganar altura durante el despegue, por lo que la tripulación regresó, a duras penas, al aeropuerto. Los pobladores colindantes se sorprendieron con la cercanía del Boeing 737, llegando a circular por distintas redes sociales un vídeo en el que se aprecia que estuvo cerca de impactar contra un tendido eléctrico.

- 10 de noviembre de 2024: Un Boeing 727-200 con matrícula HK-5216 de la aerolínea Aerosucre impactó una antena del Sistema de Aterrizaje por Instrumentos (ILS) durante su despegue del Aeropuerto Internacional El Dorado de Bogotá, con destino a Valencia, Venezuela. La aeronave sobrevoló la zona durante más de una hora para reducir peso antes de aterrizar de manera segura, sufriendo daños en el tren de aterrizaje y el ala izquierda. No se reportaron lesionados, y la Aeronáutica Civil de Colombia catalogó el incidente como "grave" e inició una investigación.

A la fecha la aerolínea registra 12 accidentes y 30 muertos durante su operación.